# کوستاس پیلیاس
کوستاس پیلیاس  ( یونانی: Κώστας Πηλέας )؛ زاده ۱۱ دسامبر ۱۹۹۸) یک فوتبالیست حرفه‌ای اهل قبرس است که در پست دفاع چپ برای باشگاه فوتبال پافوس بازی می‌کند. وی سابقه بازی برای تیم ملی فوتبال قبرس را نیز در کارنامه خود دارد. 

## حرفه باشگاهی
پیلاس در سنین پایه به آکادمی آرسنال پیوست. پس از آن و در سال ۲۰۱۷، پیلاس به کشور خود، قبرس بازگشت و به تیم آنورتوسیس فاماگوستا پیوست. با تصمیم باشگاه، او فصل ۱۹-۲۰۱۸ را به صورت قرضی درباشگاه فوتبال ارمیس آرادیپو گذراند. او سپس به باشگاه فوتبال آنورتوسیس بازگشت و با این تیم قهرمان لیگ دسته اول فوتبال قبرس فصل ۲۱-۲۰۲۰ شد. 
تابستان سال بعد، او به تیم اتنیکوس اچنا  منتقل شد تا به این تیم کمک کند که برای دومین بار در تاریخش به فینال جام حذفی قبرس برسد. او ۱۲۰ دقیقه بازی فینال را به طور کامل در ترکیب تیمش حاضر بود، و در وقت اضافه شوت او به تیرک دروازه برخورد کرد،  اما اتنیکوس اچنا در ضربات پنالتی شکست خورد. 
پیلیاس در ژوئن ۲۰۲۲، به تیم آریس لیماسول پیوست. او در ادامه توانست با تیم آریس لیماسول به مقام قهرمانی در لیگ دسته اول قبرس ۲۰۲۲–۲۳ برسد. 

## حرفه بین‌المللی
پیلیاس با درخشش، توانست به تیم ملی دعوت شود. او نخستین بازی خود را برای تیم ملی قبرس در ۲۰ ژوئن ۲۰۲۳ در شکست ۳-۱ مقابل نروژ در مقدماتی یورو ۲۰۲۴ انجام داد. 

## افتخارات
آریس لیماسول
- دسته اول قبرس : ۲۰۲۲–۲۳